# Истории из Норвегии

«Истории из Норвегии» (англ. Stories from Norway) — норвежский музыкальный комедийный телесериал, созданный братьями Ylvis. Премьера состоялась 19 февраля 2018 года на канале TVNorge.
Каждая серия посвящена одному событию из жизни Норвегии. Документальное описание события перемежается музыкальными иллюстрациями.

## Список эпизодов
| № | Название                                               | Дата премьеры   |
| --- | ------------------------------------------------------ | --------------- |
| 1 | «Вышка в городе Хамаре» «Stupetårnet»                  | 19 февраля 2018 |
| В 2008 году власти Хамара решили построить вышку для ныряния стоимостью 1.5 миллиона крон. Когда, спустя долгих 7 лет, строительство завершилось, на вышку было потрачено 28 миллионов.         |                                                        |                 |
| 2 | «Суперзвезда в Норвегии» «Justin Bieber i Norge»       | 26 февраля 2018 |
| 29 октября 2015 года Джастин Бибер проводил концерт в Осло. Исполнив одну песню, Бибер обнаружил воду на сцене. Он прервал концерт и покинул страну.                                            |                                                        |                 |
| 3 | «Вождение в нетрезвом виде» «Fyllekjøringen»           | 5 марта 2018    |
| Ночью 4 мая 2014 года в городе Тронхейм произошла авария. Водитель был пьян. Он покинул место преступления. Спустя пару часов он был арестован в собственном доме. Его звали Петтер Нортуг.     |                                                        |                 |
| 4 | «Нортуг: история семьи» «Northug - en familiehistorie» | 12 марта 2018   |
| Чем окончилась история лыжника Петтера Нортуга. |                                                        |                 |
| 5 | «Норвежский ракетный инцидент» «Rakettskandalen»       | 19 марта 2018   |
| 25 января 1995 года норвежские учёные запускали исследовательскую ракету. Российские военные засекли её и оценили как ядерную угрозу со стороны США. Так чуть не началась третья мировая война. |                                                        |                 |
| 6 | «Кража Крика» «Skrike-tyveriet»                        | 2 апреля 2018   |
| 12 февраля 1994 года, пока все следили за открытием Олимпийских игр в Лиллехаммере, из Национального музея в Осло пропала картина Эдварда Мунка «Крик».                                         |                                                        |                 |
| 7 | «Метте-Марит и Хокон» «Mette-Marit og Haakon»          | 9 апреля 2018   |
| В 1999 году двое норвежцев полюбили друг друга. Он был принцем Норвегии, а она — девушкой из Кристиансанна.                                                                                     |                                                        |                 |

## Награды и номинации
Сериал получил премию Gullruten 2018 в категории "Лучшая юмористическая программа".